# Lubudi (territoire)
Pour les articles homonymes, voir Lubudi (homonymie).
Le territoire de Lubudi est une entité déconcentrée de la province de Lualaba en république démocratique du Congo. Il a pour chef-lieu Lubudi.

## Histoire
Il fait partie avant 2015 du district urbano-rural de Kolwezi. 

## Communes
Le territoire compte deux communes rurales de moins de 80 000 électeurs.
- Lubudi, (7 conseillers municipaux)
- Fungurume, (7 conseillers municipaux)

## Chefferies
Le territoire compte 4 chefferies :
- Bayeke
- Mazangule
- Mulumbu
- Mwana-Mwadi